# 再次重逢的世界
《再次重逢的世界》是韓國女子音樂團體少女時代的首張出道單曲，於2007年8月2日發行。此外，於2007年9月12日發行了《再次重逢的世界》的Remix數位音源單曲。
2007年10月11日，少女時代憑主打歌〈再次重逢的世界〉於Mnet《M! Countdown》得到首個音樂節目的一位。

## 發行與宣傳
2007年7月6日，SM娛樂宣佈在2007年推出以由高中學生為基準組成的九人女子組合少女時代成員會逐一對外公布。之後7月16日，通過UCC公開組合影像後，發佈成員的官方資料。少女時代精通英語、中文、日語等語言的歌手，成員出道前就活躍於歌手、演員、主持、DJ、模特兒等領域。7月18日開始，每日公開一名少女時代成員的多元化模樣窺探紀錄片影像，公開順序為潤娥、Tiffany、Yuri、孝淵、秀英、徐玄、太妍、Jessica和Sunny。7月18日，少女時代在Mnet《M! Countdown》非正式舞台中，展示最近練習技能的最終檢驗。此舞台是少女時代出道曲〈再次重逢的世界〉初次亮相，並得到歌迷很大的迴響。7月27日開始出演Mnet真人秀節目《少女上學去》，公開出道過程，是組合首次向公眾亮相，原定只有八集，但因應觀眾要求延長至九集。
8月1日，少女時代出道曲〈再次重逢的世界〉的音樂錄影帶發佈。8月2日，少女時代出道實體單曲《再次重逢的世界》發佈。主打歌〈再次重逢的世界〉是一首Dance-pop，顯示10代少女們的熱情和活力。作曲家Kenzie透露此歌曲原本為同公司已解散組合M.I.L.K第二張專輯的主打歌。8月5日，少女時代在SBS《人氣歌謠》首次在無線電視亮相，展示成員經過多年練習生涯的成果。出道曲在8月27日至9月2日一周裡合計放送次數共247次得到一位，還有在Naver歌手搜索榜一位，獲得很多關注。〈再次重逢的世界〉中“你好舞”、“花蕾舞”、“踢腿舞”等編舞也成為一個熱門話題。在10月11日播放的Mnet《M! Countdown》獲得組合出道兩個月的首個一位，流下感激的眼淚。少女時代首張單曲《再次重逢的世界》是2007年的新人歌手單曲銷量一位，表現良好專輯銷售記錄。少女時代的初出道活動結束。而這張專輯是李承哲的〈少女時代〉為依據製作。

## 特點
- 歌曲間奏部門時，孝淵有霹靂舞，“你好舞”、“花蕾舞”、“踢腿舞”等編舞也成為一個熱門話題。[7]
- 音樂錄影帶中，Tiffany修理的摩托車是屬於Super Junior的神童。
- 此歌曲原本為同公司已解散組合M.I.L.K第二張專輯的主打歌。[4]

## 曲目
| 曲序     | 曲目                                                   |                | 作曲                                                          | 編曲           | 时长  |
| -------- | ------------------------------------------------------ | -------------- | ------------------------------------------------------------- | -------------- | ----- |
| 1.       | 再次重逢的世界 (Into The New World) （다시 만난 세계） | Kim Jeong-Bae  | Kenzie                                                        | Kenzie         | 4:25  |
| 2.       | Beginning                                              | Yoon Hyo-Sang  | Anna-Lena Margaretha Hogdahl Mattias Lindblom Anders Wollbeck | Hwang Seong-Je | 3:02  |
| 3.       | 願望 (Perfect For You)（소원）                         | Kwon Yun-Jeong | Ingrid Skretting (Warner/ Chappell Music Scandinavia AB)      | Kenzie         | 3:15  |
| 4.       | 再次重逢的世界 (Inst.)                                 |                | Kenzie                                                        | Kenzie         | 4:25  |
| 总时长： | 总时长：                                               | 总时长：       | 总时长：                                                      | 总时长：       | 15:07 |

| 再次重逢的世界 Remix | 再次重逢的世界 Remix | 再次重逢的世界 Remix | 再次重逢的世界 Remix | 再次重逢的世界 Remix | 再次重逢的世界 Remix |
| 曲序                 | 曲目                 |                      | 作曲                 | 編曲                 | 时长                 |
| -------------------- | -------------------- | -------------------- | -------------------- | -------------------- | -------------------- |
| 1.                   | 再次重逢的世界 Remix | Kim Jeong-Bae        | Kenzie               | Kenzie               | 4:30                 |

## 音樂錄影帶
| 發表日期     | 歌曲名稱       | 官方視頻                  |
| 2011年6月2日 | 再次重逢的世界 | YouTube上的다시 만난 세계 |

## 排行榜

### 專輯銷量排名
| 地區 | 榜單                   | 類型     | 停留時間  | 最高位置        |
| 韓國 | 韓國音樂產業協會專輯榜 | 專輯月榜 | 2007年8月 | #5（10,823張）  |
| 韓國 | 韓國音樂產業協會專輯榜 | 專輯年榜 | 2007年    | #41（22,818張） |

### 音樂節目榜單排名
| 主打歌曲最高排名成績 | |                     |                        |                  |              |
| 歌曲 | Mnet 《M Countdown》                                                                                                 | KBS2 《Music Bank》 | MBC 《Show! 音樂中心》 | SBS 《人氣歌謠》 | 總計一位次數 |
| 再次重逢的世界 | 1 | /                   |                        | /                | 1            |
| \| - 「*」：打榜中 - 上標數字「2」：獲得一位週數（如「12」：兩星期一位） - 「Take 7」：《人氣歌謠》排名候選曲，未能獲得一位[註 2] - 「×」表示SM娛樂與Mnet關係破裂，未有出演節目 \| - 「/」表示未有相關資料 - 「 」：該段時期未有設立排行榜 - 取得《M! Countdown》、《人氣歌謠》三週一位後，排名自動除外 \| | |                     |                        |                  |              |
| - 「*」：打榜中 - 上標數字「2」：獲得一位週數（如「12」：兩星期一位） - 「Take 7」：《人氣歌謠》排名候選曲，未能獲得一位 - 「×」表示SM娛樂與Mnet關係破裂，未有出演節目 | - 「/」表示未有相關資料 - 「 」：該段時期未有設立排行榜 - 取得《M! Countdown》、《人氣歌謠》三週一位後，排名自動除外 |                     |                        |                  |              |

## 銷量及認證

### 實體專輯
| 國家／地區 | 銷量      |
| 韓國       | 66,324張+ |

## 獲獎及提名

### 韓國音樂節目
| 年份   | 日期     | 電視台 | 節目名稱     | 獲獎歌曲       |
| 2007年 | 10月11日 | Mnet   | M! Countdown | 再次重逢的世界 |

### 大型頒獎典禮
| 頒獎禮                       | 獎項                | 提名項目           | 結果 | 來源   |
| Cyworld Digital Music Awards | 8月份新人賞         | 〈再次重逢的世界〉 | 獲獎 | [ 15 ] |
| 2007 Mnet KM Music Festival  | 女子組合部門 新人賞 | 〈再次重逢的世界〉 | 提名 | [ 16 ] |

## 發行歷史
| 版本                 | 國家／地區 | 發行日期      | 發行公司 | 形式             |
| 再次重逢的世界       |            | 2007年8月2日  | SM娛樂   | CD、數位音樂下載 |
| 再次重逢的世界       | 全球       | 2007年8月3日  | SM娛樂   | 數位音樂下載     |
| 再次重逢的世界 Remix | 全球       | 2007年9月12日 | SM娛樂   | 數位音樂下載     |

## 政治意識
自從2016年梨花女子大學的示威者唱起此歌後，歌曲開始常在各種示威中傳唱。此歌於當地LGBT社群亦有特殊意義。

## 外部連結
- 少女時代的SM娛樂官方主頁 
- YouTube上的少女時代頻道